# Spilosynema
Spilosynema là một chi nhện trong họ Thomisidae.